# Irving Thalberg
Irving Thalberg (n. 30 mai 1899 - d. 14 septembrie 1936) a fost un producător american de film cunoscut pentru filme precum Grand Hotel, China Seas, Camille, Revolta de pe Bounty și The Good Earth.
A lansat carierele mai multor actori, printre care Lon Chaney, Ramon Novarro, John Gilbert, Joan Crawford, Clark Gable, Jean Harlow, Wallace Beery, Luise Rainer, Greta Garbo, Lionel Barrymore și Norma Shearer, cu care s-a căsătorit. 
Din 1937, în memoria sa, se acordă anual Premiul Memorial Irving G. Thalberg din cadrul Premiilor Oscar.